# Kivezaku Indijanci
Kivezaku, jedna od skupina, vjerojatno Yuman Indijanaca, nekada naseljenih na donjem toku rijeke Colorado u Arizoni ili Kaliforniji. Ovo pleme prema tradiciji pokorili su i apsorbirali ili otjerali Mohave. 
Spominje ih Bourke (u Jour. Am. Folk-lore ii 185, 1889.) pod imenom Kive-za-ku.

## Vanjske poveznice
- Yuman Indian Tribe History